# Peder Tetens
 Der er flere personer med dette navn, se Peter Tetens.
Peder (Jacobsen) Tetens (28. oktober 1728 i Nykøbing Falster – 7. april 1805 i Viborg) var en dansk dr.theol. og den 32. biskop over Viborg Stift fra 1781 til sin død. Han var far til Henrik Tetens.

## Karriere
Hans fader, Jacob Tetens (1696-1749), var bødker og bager; moderen hed Anna Kirstine, født Hasselbarth. 1745 blev han student fra Nykøbing Katedralskole; var en tid i huset hos præsten G. Treschow i Birkerød; opnåede 1748 Regensen og fik året efter attestats. Han kom derefter på Borchs Kollegium og fik magistergraden 1750; samtidig blev han dekan på Kommunitetet. 1754 blev han hører ved Vor Frue Skole i København, men 2 år efter rektor i Horsens, hvor han forblev i 17 år. 1773 blev han stiftsprovst i Ribe. Ved universitetsjubilæet 1779 fik han den teologiske doktorgrad for en indsendt afhandling om Visdommens Bog.

### Biskop
Da Christian Michael Rottbøll skulle afløses som biskop over Viborg Stift på grund af dennes død, opstillede Peder Tetens til bispevalget. Han vandt valget og kunne efterfølgende flytte ind i Bispegården i Viborg. Både som skolemand og gejstlig roses han for dygtighed og lærdom; han var tillige en meget godgørende mand.

## Privat
Peder Tetens blev i gift 1756 med Annania, født Wederkinch (1737-1816). Blandt deres børn var biskop Stephan Tetens (1773-1855),en datter Anna Jacobine Tetens (1763-1849), gift med rektor Lorens Hanssen i Ribe. Datteren Bodil Jochumine Tetens (1771-1846) var gift med biskop i Viborg Henrik Chr. Zahrtmann. Sønnen Gerhard Tetens (1760-1832) var amtsprovst. Peder Tetens og hustru er begravet på Viborg Kirkegård.